# Filière bois

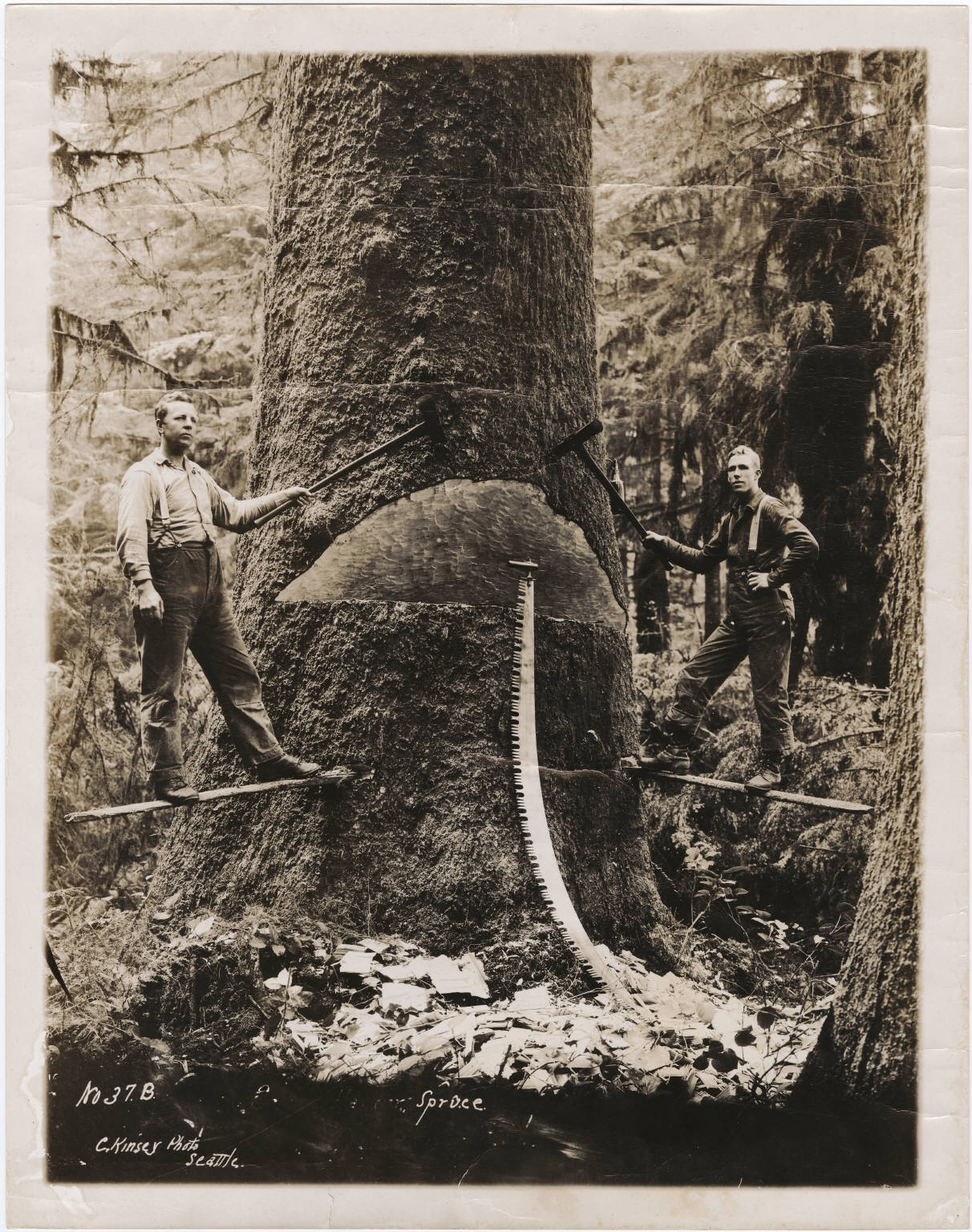
Depuis l'apparition de la tronçonneuse et de la scie à ruban, la mécanisation a fortement modifié la filière du bois, au détriment des emplois de bûcherons et de charbonniers, et à l'avantage de l'aval de la filière.

La notion de filière du bois (ou filière forêt-bois) est une macro-filière, qui désigne globalement toute la chaîne des acteurs qui cultivent, coupent, transportent, transforment, commercialisent et recyclent ou détruisent le bois (en le brûlant notamment) ; de la source (forêt, bocage, arbre épars…) à l'usager final ou à la fin de vie de l'objet.

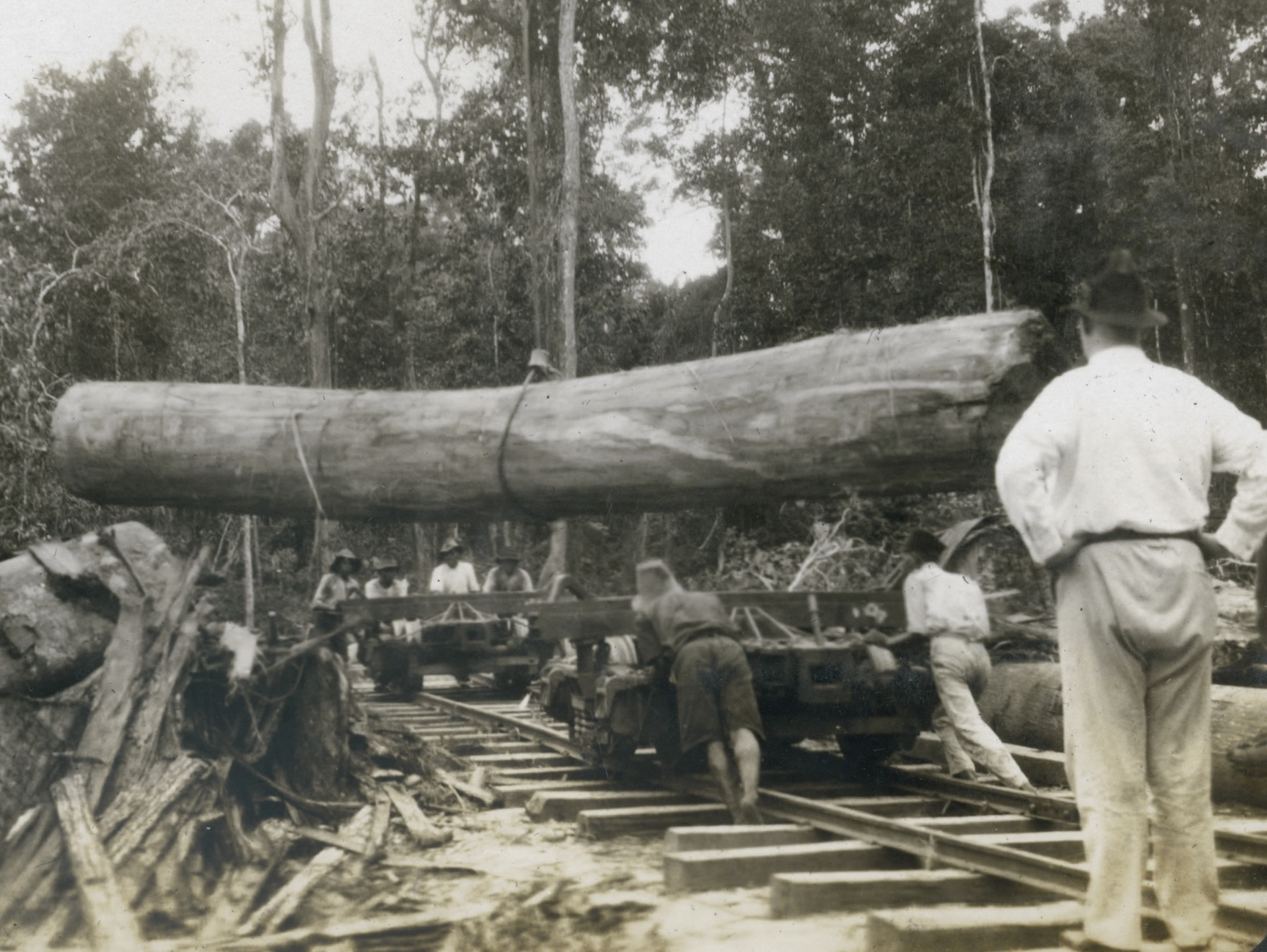
Débardage par voie ferrée, en 1926 à Bornéo (pendant la colonisation britannique)

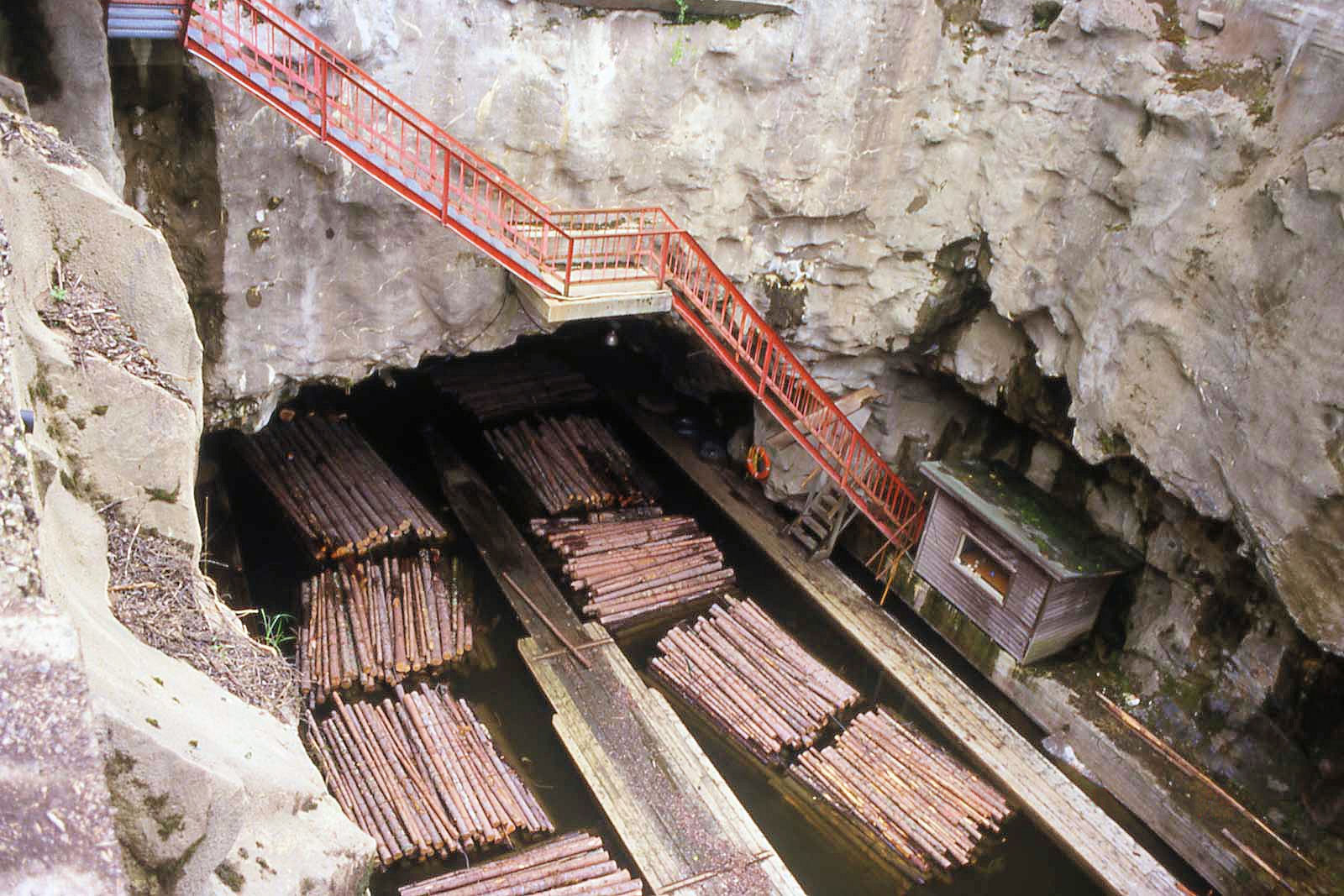
Le transport du bois ; un des nombreux éléments de la filière du bois (ici par flottage sur canal, en Finlande)

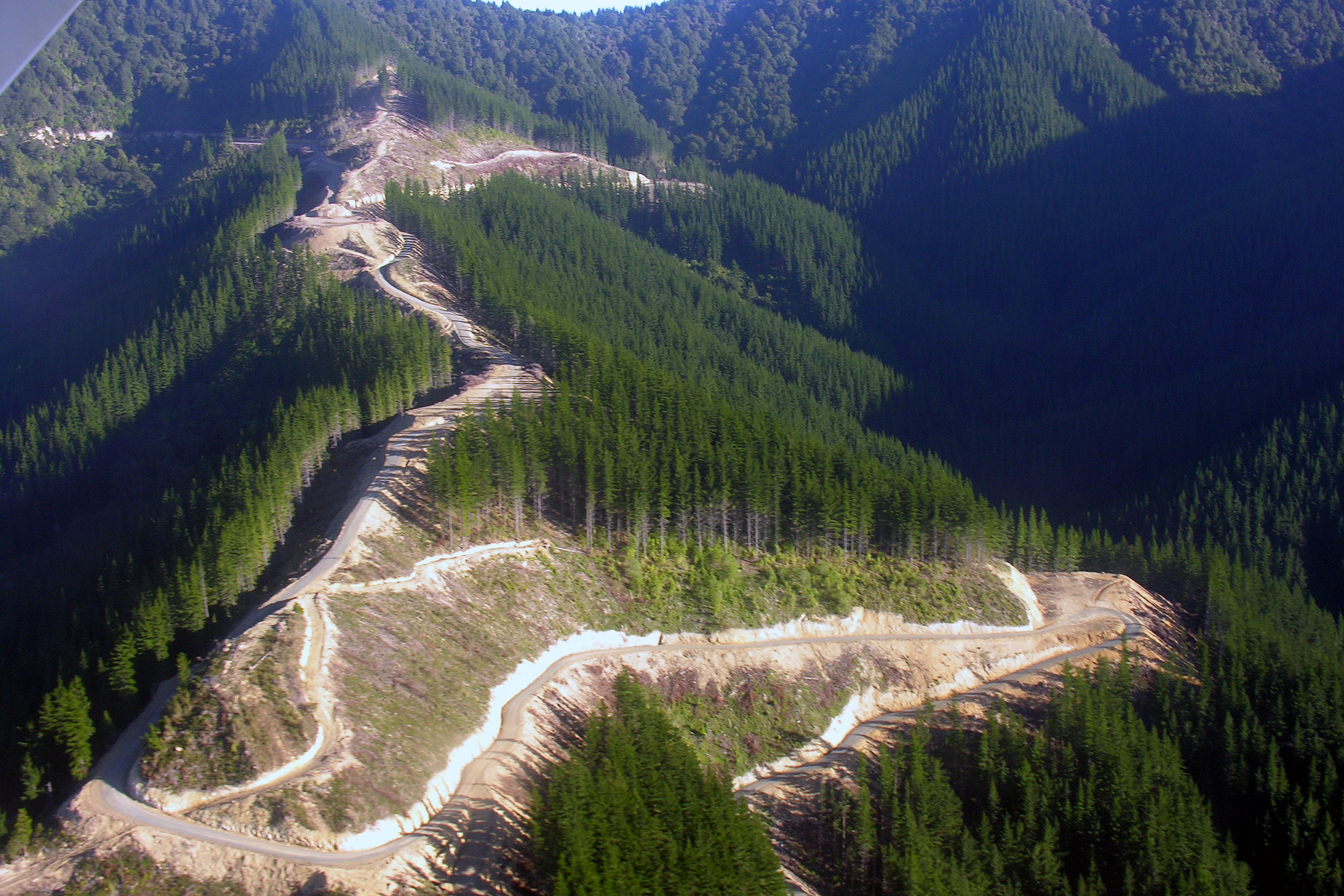
Le débardage a lui aussi profité de la mécanisation, mais en étant source d'une fragmentation croissante des forêts

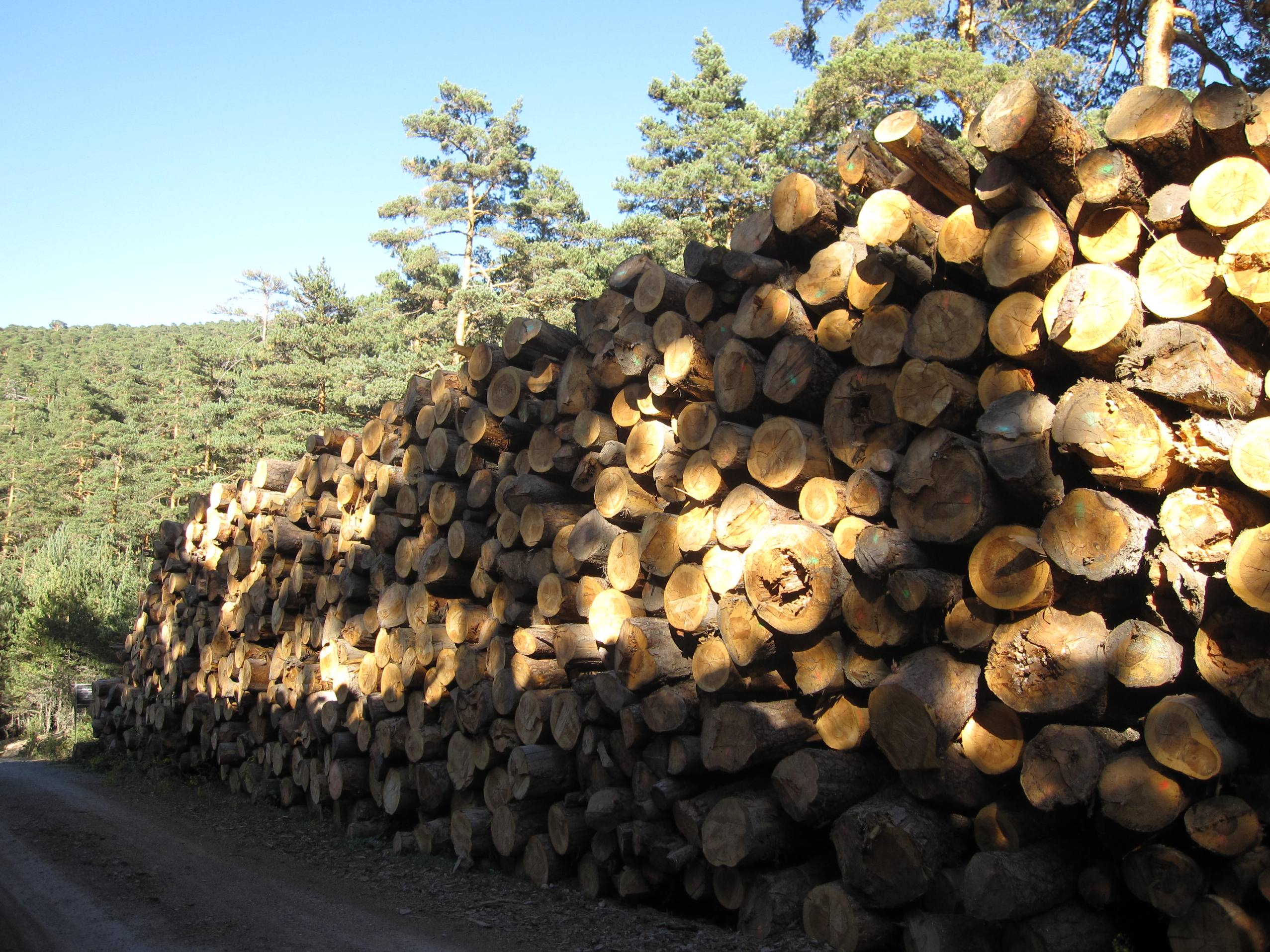
La filière bois de chauffage valorise les bois de chablis, les bois de qualité moyenne, voire des bois qui auraient pu avoir d'autres usages quand la demande est forte (ici, en Espagne)

On peut la subdiviser en sous-filière ou en « microfilières » (ex : filière peuplier, filière du bois de construction, filière papetière, etc.)

## Types de filières
Avec des variations selon les pays et contextes, la filière du bois se subdivise en sous-filières plus ou moins structurées sous forme, communautaire, publique ou privée ou mixtes.

Les principales sous-filières sont
- le bois d’œuvre et de construction ;
- le bois de première transformation (sciages, contreplaqué, aggloméré, etc) ;
- Le bois de seconde transformation (mobilier…) ;
- le bois énergie ;
- le marché de la pâte à papier et de la fibre de cellulose ;
- une filière réutilisation/recyclage, a priori amenée à se développer dans le cadre de l'économie circulaire et organisée autour de déchèteries et plate-forme de tri et de regroupement/massification et récupération, associant notamment les « reconditionneurs » de palettes... qui orientent les déchets de bois vers différents exutoires (selon la qualité et du déchet).

De nombreuses ONG dénoncent un trafic important de « bois illégaux », voire d'espèces protégées, qui contribuent localement à la déforestation et à la dégradation des écosystèmes forestiers et des services écosystémiques rendus par la forêt, au détriment des populations humaines indigènes et de la biodiversité. 
Ainsi, par suite de la surexploitation des forêts de Malaisie, l'orang-outan est aujourd'hui en voie de disparition.
Une partie de la filière a répondu - avec l'aide de ces ONG - à ces critiques en créant des écolabels ou écosociolabels tels que PEFC ou le FSC. De son côté, l'Union Européenne a introduit en 2013 son Règlement sur le Bois de l’Union Européenne (RBUE) qui vise à écarter le bois et les produits dérivés issus d’une récolte illégale grâce à une obligation de résultats pour les importateurs et exploitants forestiers.
La filière du bois alimente le commerce local et international du bois, dominé par les États-Unis et de plus en plus par la Chine. Le Royaume-Uni, la France, le Japon sont aussi de très gros acheteurs. Le Canada est presque autosuffisant, comme certains pays d'Europe du Nord, mais ces pays importent néanmoins des bois exotiques. Le Brésil a interdit la vente de grumes, et n'exporte donc que des sciages, avec une meilleure valeur ajoutée pour le pays. De même pour l'Indonésie qui valoriser ainsi mieux son bois et cherche à répondre aux critiques internationales portant sur la destruction anarchique de ses forêts et de leur biodiversité. La plupart des pays tropicaux exportent encore essentiellement des grumes qui leur apportent moins d'argent que si le bois était scié et raboté sur place.

## Chine et délocalisation de filières du bois
De 1995 à 2005, la Chine - bien qu'étant l'une des zones les plus déforestée de la planète - est devenue premier exportateur mondial de produits ligneux, pour une valeur à l'exportation de produits bois (essentiellement transformés) de 8,63 milliards d’euros au premier semestre 2006. 
Pour se fournir en bois, la Chine est devenue un des premiers importateurs de bois africains et le second importateur mondial de grumes de résineux, achetées à 70 % en Russie. Le pays soutient aussi six grandes zones industrielles de transformation du bois (sciages, lamellés-collés, panneaux…) hors de ses frontières, dont en Russie.
Cette délocalisation augmente l'empreinte écologique et énergétique de la filière bois. Ainsi de 2003 à 2006, des exploitants forestiers chinois ont obtenu des contrats de concessions en Allemagne, d'où 50 000 mètres cubes de bois partent en Chine pour en revenir sous forme de produits finis en Europe. Des entreprises allemandes et italiennes du meuble ont saisi la Commission européenne d’une plainte pour dumping contre la Chine.

## Filière du bois en France
Selon l'Ademe, d'après l'IGN, cette filière exploite, gère ou tire indirectement partie en France de 17 millions d'hectares boisés (en métropole, soit 31 % du territoire métropolitain), qui correspondraient à un stock de carbone d'environ 1,3 milliard de tonnes et — selon l'Observatoire des métiers de la filière forêt-bois — à environ 374 000 emplois directement ou indirectement liés au bois (bois importés/exportés inclus).
À partir des années 2000, le déficit de la balance commerciale de la filière forêt-bois française s'est aggravé et représente environ 10 % du déficit commercial du pays en 2021, soit le deuxième poste de ce déficit après les hydrocarbures. L'insuffisante articulation entre l'amont et l'aval de la filière (fragmentation de la propriété forestière, les forêts privées réparties entre 3,5 millions de propriétaires représentant les trois quarts du domaine forestier, sous-exploitation de la forêt qui ne récolte qu'un peu plus de la moitié des 100 millions de m3 de bois produits chaque année, mauvaise spécialisation, sous-investissement…), et les problèmes de compétitivité de ses entreprises (pour le coût du bois rendu à l'usine et pour les industries de transformation) sont les facteurs explicatifs de ce déficit,. 

### Poids économique de la filière du bois en France
La France métropolitaine possède le troisième stock en volume de bois sur pied en Europe derrière l'Allemagne et la Suède, et devant la Finlande, mais elle est pratiquement la dernière pour ce qui est de la consommation de bois par habitant, malgré la forte histoire de la forêt française. Le bois, matériau renouvelable est présenté comme ayant l'avantages de contribuer à la diminution globale des gaz à effet de serre grâce à la capacité de l'arbre à fixer le CO2 (selon FCBA 1 tonne Carbone = 3.667 tonnes CO2 ; 1 tonne de bois sec = environ 0.5 tonne de carbone, 1 m3 de bois exploité = environ 1 tonne CO2).
La filière du bois est une des filières dites « filières vertes » qui sont soutenues dans le cadre des suites du Grenelle de l'environnement notamment.
Elle est depuis longtemps internationalisée, via notamment les ports de Dunkerque, du Havre, de Honfleur, de Caen, Nantes, de La Pallice, de Bordeaux, Bayonne et de Sète, outre les arrivages de billes de bois ou de bois semi transformé ou de pâte à papier effectués à proximité (Ports d'Anvers, de Barcelone et de Gênes) et ensuite transportés par camion ou train; 14 % des bois importés (bruts et semi-transformés) par la France sont des bois d'origine tropicale. La France compte parmi les tout premiers importateurs européen de bois tropicaux africains ; Les bois gabonais représentent 32 % des importations de bois tropical de la France, puis viennent le Brésil avec environ 17 %, la République du Congo avec 11 % et le Cameroun avec 6%. La majorité des importations viennent donc d'Afrique Centrale (hors produits tropicaux transformés sous forme de meubles ou autre), Au début des années 2000, en combinant les résultats d'importations et les données sur l'exploitation illégale, un rapport WWF intitulé  "Failing the Foret, Europe's Illegal Timber Trade", a conclu en 2005 qu'environ 39 % des importations françaises de bois tropicaux étaient à cette époque illégales.

### Forêt française
- Nombre propriétaires forestiers : 3 495 000
- Surface totale de la forêt : 16 millions d'hectares en métropole (31 % du territoire français) et 8 millions d'hectares dans les DOM[13] en 2016.
- Surface de la forêt privée: 12 millions d'hectares (75 % de la surface de la forêt)
- Volume de bois sur pied (en forêt de production) : 2,6 milliards de m3 en 2016[13].
- Son rang en Europe : 4e en surface et 3e en volume
- Volume annuel de production de bois ronds : 30 000 000 m3 (4e rang européen).
- L’ONF gère un quart de la surface forestière totale.
- Voir Liste des principales forêts de France.

### Représentants de la filière bois

Logo de FBF

Logo de la Codifab

Logo de FBIE

Logo de la FNB

Logo de FIBOIS France

Logo de FIBOIS Landes de Gascogne

Il existe un Conseil supérieur de la forêt et du bois regroupant la filière dans sa diversité, dont les objectifs sont exprimés dans un programme national de la forêt et du bois (PNFB, 2016-2026), décliné en plans régionaux (PRFB).  
Du côté de l'État, l'amont de la filière comporte à la base, la forêt publique dont le représentant est l'ONF et la forêt privée dont le représentant est le CNPF (Centre national de la propriété forestière et ses centres régionaux - CRPF). Ces deux établissements publics sont sous la tutelle principale du ministère de l’Agriculture et de l'Alimentation.   
La filière bois, amont-aval, dans son ensemble, en sus des chambres consulaires agricoles et industries, est représentée par trois associations de statut loi de 1901 en concurrence  :
1. l'inter-profession France Bois Forêt (FBF), qui existe depuis 2005[15] et représente plutôt l'amont de la filière ; elle bénéficie de la reconnaissance des pouvoirs publics notamment par la perception financière d'une contribution volontaire obligatoire (CVO) versée par environ 20 000 (en 2014)[14] contributeurs producteurs de graines et plants forestiers, des propriétaires forestiers, lorsqu’ils vendent du bois, des entreprises d’exploitation ou de travaux forestiers, l'ONF, ou encore des scieries (budget annuel de plus de 9 millions d'euros en 2017[16]) ; depuis 2001,  le président de l'interprofession est Jean-Michel Servant (1961-) ; celui-ci a été nommé à compter du 15 avril 2024 « délégué interministériel à la forêt, au bois et à ses usages »[17] ; cette nomination est contestée par l'association Canopée.
2. l'ensemble CODIFAB-FBIE (respectivement Comité professionnel de développement des industries françaises de l’ameublement et du bois et France Bois Industries Entreprises) représentant plutôt l'aval de la filière.
  - Le CODIFAB bénéficie d'une taxe affectée acquittée par les fabricants et importateurs de l'industrie du bois (13 millions d’euros environ en 2014 et 14 millions en 2016, dont 72,5 % venant de l’ameublement)
  - FBIE est une association loi de 1901 créée en février 2011, qui a des membres des secteurs utilisateurs du bois et de ses dérivés, de la pâte à papier, de la construction bois, de l’ameublement qui s’engagent volontairement dans une démarche concertée de développement de l’utilisation du bois et de valorisation de la forêt, avec par exemple :
    - la CAPEB-UNA-CMA (Confédération de l’artisanat et des petites entreprises- Union nationale artisanale – charpente menuiserie agencement),
    - la FFB- UMB (Fédération française du bâtiment – union métiers du bois),
    - l'UICB (Union des Industriels et Constructeurs Bois),
    - la FNB (Fédération nationale du bois)[18], à laquelle est affiliée le SNPF (Syndicat national des pépiniéristes forestiers),
    - l'UFC (Union des fabricants de contreplaqué),
    - l'UIPP (Union des industries des panneaux de process),
    - l'UNIFA (Union nationale des industries françaises de l’ameublement),
    - la FFPPC (Fédération française des producteurs de pâte de cellulose),
    - le LCB (Le commerce du bois),
    - etc.
3. l'association FIBOIS France qui regroupe et fédère les interprofessions régionales de la filière bois ; « FIBOIS France » est le nouveau nom que prend cette fédération au 1er janvier 2021, précédemment dénommée « France Bois Régions » (FRB)[19]  ; elle est composée de 12 interprofessions régionales ayant une même appellation « Fibois »[20] ; en région sud-ouest coexistent deux interprofessions distinctes mais coordonnées : « FIBOIS Nouvelle-Aquitaine »[21] et « FIBOIS Landes de Gascogne »[22], cette dernière étant hors de la fédération FIBOIS France.

En 2014, la Cour des comptes a recommandé la fusion de FBF, FBIE et du CODIFAB ; proposition rappelée par un rapport du CGAAER en 2015.

## Enjeux environnementaux du bois

### Lutte contre lebois illégal

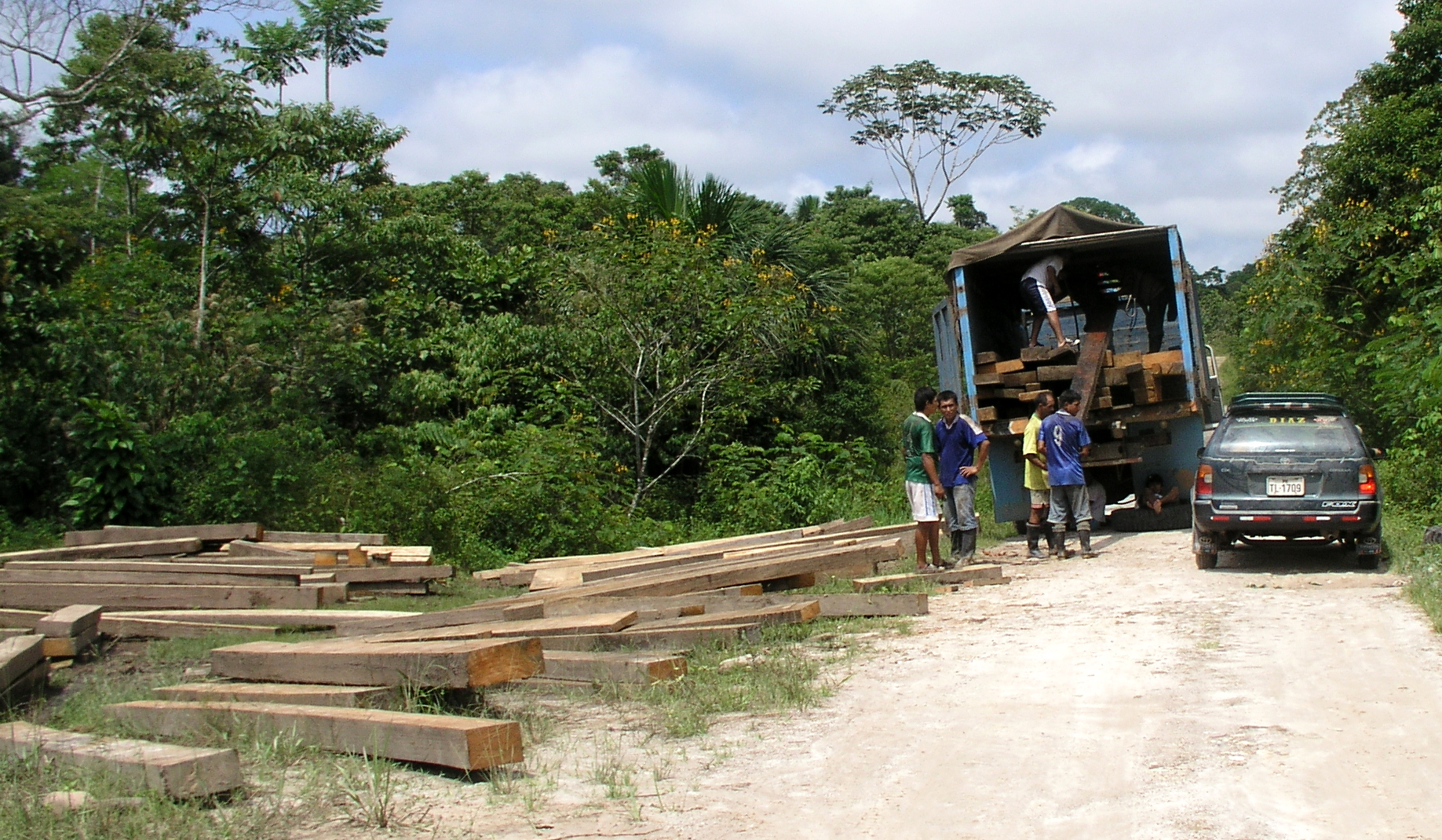
Chargement de bois près de Puente Nieva (Province de Condorcanqui au Pérou), en 2007.

Le bois illégal est défini par l'Union Européenne lorsque le bois est  « issu d’une récolte illégale », c'est-à-dire « récolté en violation de la législation applicable dans le pays de récolte ».  

#### Acteurs de la lutte contre le trafic de bois
Cette lutte relève d'abord des autorités forestières locales (dont ONF, sous l'égide du Ministère de l'Agriculture en France), et des forces de l'ordre des pays, ainsi que des réseaux de douanes. Mais comme le trafic est mondial, Interpol, l'organisation internationale de police criminelle peut aussi intervenir ;  Ainsi, après avoir en septembre 2012, avec le PNUE, publié dans un rapport intitulé  « Carbone vert, Marché noir» une estimation portant à environ 100 milliards de dollars/an (30 à 100 selon les estimations) les revenus du crime organisé, dans le domaine forestier (revenus détournés des caisses des États, des sociétés privées légales et des communautés locales ; 15 à 30 % des volumes de bois commercialisés dans le monde étant jugé illégal par Interpol) avec selon D. Stewart d'Interpol, une valeur de l'exploitation forestière illégale de plus de $ 30 milliards/an (soit 19 milliards d'€/an) par an, à comparer au commerce légitime global estimé lui à $ 115bn (£ 72 milliards).
 Interpol a identifié plusieurs exemples de trafics importants et a en février 2013 annoncé avoir démantelé un réseau de trafiquants de bois opérant sur 12 pays sud-américains. Deux enjeux majeurs de cette lutte sont de freiner la déforestation illégale et de permettre l'efficacité de l'initiative REDD (Reduced Emissions from Deforestation and Forest Degradation - Réduction des émissions liées à la déforestation et à la dégradation de la forêt). Selon Interpol, la criminalité organisée (mafia du bois ou Timber mafia) a augmenté son emprise sur dans le domaine de l'exploitation illégale du bois, avec conjointement une augmentation de la corruption, des fraudes et les vols, des meurtres au détriment notamment des peuples autochtones, au profit des réseaux criminels qui en tireraient presque autant d'argent que d'autres ou les mêmes à partir du trafic de drogue. De nombreuses forêts sont concernées, dont dans les grands bassins de l'Amazone et du Congo, à Bornéo et Sumatra, en Asie du Sud Est, en Amérique centrale et dans le nord-est du continent européen (Russie). « Rien qu'en Indonésie, l'exploitation forestière illégale est estimé à 8 milliards de dollars jusqu'à un an » selon Interpol.
Parmi les méthodes les plus utilisées figurent selon Interpol : la falsification des permis d’exploitation ou d'écolabel, la création de sociétés-écran, les pots-de-vin versés en échange de permis, l'abattage hors des concessions autorisées, la vente de bois attribués à des plantations fictives (qui ont également pu recevoir des subventions), le piratage de sites Internet d'autorités visant à obtenir ou de modifier des permis électroniques (En 2007, des pirates informatiques agissant pour des cartels d’exploitants illégaux ont ainsi piraté le site internet du gouvernement fédéral de l'État de Para (Brésil) et modifié les permis d’exploitation et de transport, contournant ainsi les quotas de volumes destinés à lutter contre la fraude. Ceci leur a permis de sortir 1,7 million de m3 de bois illégal et pourrait coûter aux 107 entreprises prise en flagrant délit de fraude 1,1 milliard de dollars (valeur estimée du bois transformé par ce processus). 200 personnes sont poursuivies et une trentaine de chef d'entreprises ont été arrêtés.). 
L'ONU et Interpol ont décidé de coopérer dans un projet dit « LEAF »  . Selon Interpol, alors que des millions de dollars sont investis pour la protection des forêts, les réseaux mafieux tendraient à investir dans la filière bois, pour se donner l'apparence de la légalité et blanchir leur argent sale.
La Conférence mondiale sur les forêts qui s’est tenue à Rome en 2012 a retenu trois priorité sur ce thème :
- un programme d'aide à l’application de la loi pour la protection des forêts, sous l’égide d'INTERPOL et du PNUE, en étroite collaboration avec le programme REDD+, le Consortium international de lutte contre la criminalité liée aux espèces sauvages (ICCWC) et tous les partenaires concernés.
- Accroître les capacités nationales en matière opérationnelle et d’enquêtes par la formation sur la criminalité transnationale liée à l’environnement.
- Encourager les enquêtes nationales sur la fraude fiscale en se concentrant notamment l'amont de la filière, car si comme le rappelle  M. Stewart d'Interpol « La plupart des profits générés par l'industrie du bois proviennent de la transformation, du transport et de la production de bois d'œuvre », ces profits seraient impossibles sans les chantiers de coupe illégaux en forêt et plantation, et sans le blanchiment des bois illégaux par certaines scieries.

« La menace que fait peser la criminalité organisée transnationale sur l'environnement exige une réponse internationale forte, efficace et inventive de la part des services chargés d'appliquer la loi, pour protéger ces ressources naturelles et pour lutter contre la corruption et la violence associées à cette forme de criminalité, également susceptible de compromettre la stabilité et la sécurité d’un pays » selon M. Noble (Secrétaire Général d'INTERPOL qui est aussi « à la recherche de ceux qui sont les chevilles ouvrières de cette mafia du bois ; qui permettent la valorisation de ces bois et le blanchiment des fonds illégaux par des banques étrangères et des paradis fiscaux ».
Pour mieux identifier, répertorier hiérarchiser et interpréter les crimes et atteintes atteintes à l'environnement, Interpol a mis en place, outre un formulaire « Environmental Crime », un système de formulaires dits « écomessages » permettant de communiquer des données dans un format standard, via des liaisons sécurisées (à chaque étape de transmission) et avec copie de chaque message transmise au Secrétariat général d’INTERPOL, pour permettre, via les bases de données d'Interpol sur le crime organisé, d'éventuels rapprochements pourront avec d’autres informations. Les « écomessages » proviennent des services de polices et sont destinés à d'autres services de polices, mais sont aussi ouverts à toutes les « autorités désignées jouissant de pouvoirs d'enquête, telles que les services chargés de la protection de l'environnement ou les autorités chargées de la protection des espèces sauvages ». S'il s'agit d'informations sensibles obtenues dans le cadre d’une enquête, les fonctionnaires doivent suivre une procédure de transmission par voie hiérarchique devant passer par l'« unité nationale chargée du renseignement » pour Interpol qui remplira et transmettra l'écomessage au Bureau central national d'INTERPOL qui le transmettra aux Bureaux centraux nationaux des pays concernés via son système de communication sécurisée, avec copie au Secrétariat général d'INTERPOL à fin d'enregistrement dans la base de données mondiale de l'Organisation.  Interpol encourage « le public à contacter les services nationaux chargés de l’application de la loi (police, douanes ou services chargés de la lutte contre les atteintes à l’environnement) s’ils détiennent des informations sensibles et souhaitent aider aux enquêtes grâce au système d'écomessage ».

#### Hors Europe
Aux États-Unis, le parlement a modifié la loi Lacey de 2008 pour mieux interdire l'importation de bois illégal
L'Australie et la Nouvelle-Zélande envisagent une législation similaire, qui pourrait obliger tous les importateurs de bois à prouver l'origine de leurs bois, et alors que les certificats de provenance sont souvent falsifiés, douteux ou peu clairs, les nouveaux moyens d'analyse d'ADN du bois (introduits en 2009 en Australie), associés à des cartographies génétiques des essences permettront d'ici peu d'identifier l'origine des arbres se provenance suspecte ou de faire des tests aléatoires  .
En Suisse, la production de bois d'oeuvre est plus importante que ce que peut exploiter les industriels suisses ce qui ouvre la voie à l'exportation. Les élus se mobilisent pour valoriser le bois d'oeuvre dans le pays et maintenir ainsi la valeur ajoutée sur le territoire.

#### En Europe
Dans les années 2000, au sein de l'Union les pays les plus importateurs de bois illégaux seraient selon un rapport du WWF la Finlande, le Royaume-Uni, l’Allemagne et l’Italie (pour 3 à 4,5 millions de m3 importés par an), la France venant en sixième position (avec un peu plus de 2 millions de m3), mais ces estimations peuvent être faussées par des pressions de détection et déclaration différentes selon les pays. De plus si l'on prend aussi en compte les résineux et feuillus nordiques, contrairement à une opinion répandue, ce ne sont pas principalement l'Amazonie et l'Afrique qui fournissent le bois illégal entrant en Europe, mais d'abord la mafia russe (bois de la taïga notamment ; 10 millions de m3 environ) largement devant les trafiquants d’Indonésie, de Chine et du Brésil (pour 3 à 4 millions de m3 en 2006 à titre d'exemple).
En mai 2003, la Commission a voté un « Plan d’action contre le commerce de bois illégal », dit FLEGT (Forest Law Enforcement, Governance and Trade, qui signifie « Applications des réglementations forestières, Gouvernance et Échanges Commerciaux ») ; il s'agit d'amener les pays producteurs à une meilleure gouvernance (via un régime d’autorisation données par les pays adhérents ou partenaires du système), et coproduire des accords volontaires de partenariat visant à empêcher l’entrée de bois illégal dans l'Union européenne. Il s'agit aussi d'encourager à réduire l'achat de bois illégal par les Européens.
Le Parlement européen estimait que dans les années 2000-2010, que 20 % à 40 % du bois tropical vendu dans le monde provenait de coupes illégales (soit : 350 à 650 millions de m3/an). Selon la Banque mondiale ce trafic entraine un manque à gagner d'environ 100 milliards d’euros par an dans les recettes fiscales des pays exportateurs. Le Conseil de l'Europe a officiellement adopté en mars une position considérablement plus faible que celle du Parlement 1re lecture, ne contenant pas d'interdiction sur le commerce d'une récolte illégale de produits du bois et du bois, et ne précisant pas les sanctions, ni n'exigeant des sanctions pénales pour les infractions graves, le régime de reconnaissance des organisations de contrôle étant par ailleurs différent de ce que le Parlement avait souhaité. Le 4 mai 2010, la commission de l'environnement a adopté en seconde lecture un projet de recommandation, rétablissant la plupart des amendements du Parlement européen en première lecture que le Conseil n'avait pas pris en compte. Les europarlementaires ont adopté en juillet 2010 un compromis projet) pour le règlement visant à lutter contre le commerce de bois illégal en Europe. Ce projet a été validé le 11 octobre 2010 par le Conseil de l'Union européenne. Il doit entrer en vigueur 27 mois après sa publication officielle, c'est-à-dire en janvier 2013.
L'Europe dispose de 3 à 4 ans pour réviser la liste des produits concernés, mais en 2010, le règlement n'inclut pas des produits finis ou manufacturés tels que les meubles et ouvrages en bois, ouvrages de décoration ou précieux ou le carton, le papier (revues, livres et autres supports écrits). Les meubles en bois de rose de Madagascar, considérés comme œuvre de maître (ou de décoration) sont à ce jour exclu du système. Or, « le bois de Madagascar est victime d’une exploitation illégale intensive », rappelle Eglantine Goux (chargée de mission Forêt Internationale à FNE). Sébastien Genest (vice-président de France Nature environnement) espère que « le signal positif de l’Europe pour mettre fin au bois illégal sera suivi d’engagements forts de sa part dans les instances de l’ONU sur les changements climatiques et la déforestation » . le 21 oct 2010, La République démocratique du Congo était le 10e pays à engager des négociations d'accords volontaires (VPA ou voluntary partnership agreement). Des VPA ont été signés avec le Ghana, le Cameroun et le Congo et sont actuellement en négociation avec la Malaisie, Indonésie, Libéria, République centrafricaine, le Gabon et le Viêt Nam.
En 2012, avec l'aide de la Norvège (via la NORAD), des formations pratiques ont été délivrées pour mieux survivre et s'orienter dans la jungle, destinées aux agents qui seront chargés de détecter ou réprimer le bucheronnage illégal. Et Début 2013, un atelier organisé par la Commission européenne avec l'aide d'INTERPOL, du Royal Institute of International Affairs (aussi dit Chatham House) et ClientEarth a porté sur les moyens (stratégies et tactiques de répression) d'aider les organismes chargés d'appliquer les lois et en particulier de  faire appliquer les règlements de l'UE sur le bois qui entreront en vigueur le 3 mars 2013.

#### En France
Après la Chine et avec l'Italie, la France est le premier importateur de bois du bassin du Congo . La France importe surtout ses bois exotiques du Cameroun, de la Guinée équatoriale, du Gabon, de la Côte d'Ivoire et du Liberia qui sont tous des pays connus pour exporter des bois illégaux.
Un plan Plan National d'Action pour des Achats Publics Durables, complété par une circulaire (avril 2005) ont défini les critères environnementaux et sociaux des achats publics durables de bois, mais semble-t-il sans nouveaux moyen de vérification, de formation et de suivi, autre que ceux fournis par la DGCCRF et Interpol (dont les bases de données sur les crimes environnementaux peuvent être alimentées par la police et autorités environnementales françaises).
La France négocie des accords ou une coopération avec le Congo-Brazzaville et le Gabon. Mais les ONG et les États « producteurs » manquent d'aides financière et de moyens matériels et humains pour vérifier in situ si les coupes sont ou non licites [réf. souhaitée]. 

Le WWF estimait mi-2007 qu'encore un quart de la consommation française (en métropole) de bois ne faisait l'objet d'aucun critère social ou environnemental. Environ 80 % des bois et produits dérivés en provenance de la République démocratique du Congo sont exportés vers l'Europe, principalement vers la France (30 %), puis le Portugal (23 %), la Belgique (11 %) et l'Italie (9 %). Les bois africains importés et vendus en France étaient dans les années 200-2010 à 39 % d’origine illégale (selon le WWF, et ce chiffre ne semble pas avoir été démenti) [réf. à confirmer].  
Début 2013, peu avant la date de mise en œuvre européenne de l'initiative FLEGT, des importateurs français dénoncent certains de leurs confrères peut scrupuleux bien que « signataires de la charte LCB » et montrent a journalistes de grandes quantités de bois a priori illégaux sur le quai de Chef-de-Baie du port de commerce de La Rochelle. Des ONG telles que le WWF et en France FNE regrettent le manque de moyens de contrôle associé à FLEGT,.
Depuis le 30 janvier 2015, l’association professionnelle et de lobbying  « Le Commerce du Bois » (LCB), présidée par Sébastien Levenez et dirigée par Eric Boilley a été reconnu organisation de contrôle en France du Règlement Bois de l'Union Européenne (RBUE) (adopté en 2010). Une décision qui permet selon un communiqué d'assurer aux entreprises concernées un meilleur contrôle des risques pour éviter l'entrée en Europe de bois récolté illégalement.  Une procédure collective spécifique dite de « Diligence raisonnée » est mise en place qui doit permettre « aux entreprises concernées par cette réglementation d'appliquer à leur activité un système de gestion et d'évaluation des risques. »

### Origines
Le suivi et les indications d'origine de toute la chaîne logistique du bois est un des enjeux de crédibilité des labels, d'efficience économique et de développement de la qualité des filières du bois. Elle permettrait en outre de limiter les bois exportés et importés illégalement, et ceux listés en annexe de la CITES, dont le commerce est réglementé.

Elle concerne la gestion, la provenance génétique des plants ou graines (quand il s'agit de plantations), en passant par la coupe, le tri des grumes, le sciage, le tri des sciages, le séchage, le classement, la première ou seconde transformation jusqu'éventuellement la réutilisation ou le recyclage ou la valorisation. 

La transparence à toutes les étapes, et l'automatisation du suivi sont des enjeux nouveaux pour l'amont de la filière du bois qui est restée très traditionnelle, alors que les codes-barre ou le géoréférencement sont généralisées dans de nombreux autres secteurs, et que les puces électroniques se sont développées (par ex pour les animaux domestiques).
Les freins sont nombreux :  marché concurrentiel dont l’amont est constitué de très grands groupes et de dizaines de millions de petits propriétaires, volonté de confidentialité de certains propriétaires forestiers et entreprises privées, difficultés à mutualiser les outils informatiques et absence de loi imposant l'indication d'origine dans ce secteur, manque de moyens dans les pays forestiers équatoriaux…
Des programmes et tests de méthodes holistiques et multi-objectifs ont tenté de lever certains de ces obstacles avec par exemple le FSC qui soutenait dès les années 1990 un programme de code barre suivant l'arbre et sa transformation, dès la coupe en forêt), et 10 ans après, en Europe, le Projet: « Indisputable Key » consacré à la traçabilité forestière, prévu pour trois ans à partir d’octobre 2006, avec un budget de 12 millions d'euros dont 7,7 millions d'euros financés par l’UE, pour aider 29 partenaires privés de cinq pays (Estonie, Finlande, France, Norvège, Suède), faisant suite au programme LINESET[réf. souhaitée].

### Exemple de suivi de la provenance
Contre le trafic de bois, en Australie ; 
 À la suite des pressions d’ONG telles que Greenpeace, WWF ou les Amis de la Terre, la filière du bois australienne qui estimait mi 2007 importer pour environ 400 millions de dollars australiens de bois illégal, souvent involontairement, faute de moyen de vérification de la provenance et en raison de la difficulté d’identifier les bois exotiques à l’œil, commence à réagir. 
Pour la 1re fois, le plus grand importateur australien (Simmonds Lumber, de Sydney) a mis en place un test génétique capable d’identifier les profils ADN d’arbre poussant dans les plantations indonésiennes légales. Les analyses peuvent être faites au port en Indonésie ou en aval en sortie de scierie., après quoi un certificateur accrédité (Cerrtisource en l’occurrence) approuve les billes de bois en les marquant avec un code lié à un référencement dans une banque de données fiable, pour l'exportation vers l'Australie. Parallèlement, mi-2007, le gouvernement australien a promis 200 millions de dollars australiens à un fond global d’aide à la gestion soutenable des forêts et à l’application des sanctions contre les abattages illégaux (ce qui nécessite une indication de provenance fiable).
En France, 
le projet BLOGFOR, dans le cadre du plan d'action TICPME 2010, aidé par l'État, vise un standard d'échange de données (échange électronique professionnel) pour la filière bois, s'inspirant éventuellement de la traçabilité développée pour l'agriculture.

## Promotion et communication
De nombreux organismes privés et publics sont chargés de la promotion de la filière bois. Des syndicats professionnels, des organismes nationaux, des pôles de compétitivité, des centres techniques, des associations ou encore des territoires. L'ensemble des secteurs de la filière bois sont représentés, allant de l'aval avec la gestion forestière, à l'amont avec l'innovation, en passant par la transformation, que ce soit dans le secteur de l'industrie, de l'ameublement ou de la construction.
La filière bois a ses propres médias comme Le Bois International, Séquences Bois, Architecture Bois, Fordaq, Bois Mag, Woodsurfer, Artisan et bois, l'Atelier du bois ou encore Lignum en Suisse.
La filière bois fait l'objet de salons dédiés comme le Carrefour International du Bois, Eurobois, Euroforest ou encore le Forum International Bois Construction.

#### Acteurs de la filière, de l'international, au local
- ITTO ou Organisation internationale des bois tropicaux (OIBT) pour les francophones), qui a créé l'International Tropical Timber Council (ITTC), son organe interne de coordination et décision.  (rapport annuel de l'ITTO - 2011)
- L'Europe et la forêt ;  Lexique (en)
- ONF (Office national des forêts)
- IFN (Institut forestier national)
- franceboisforet.fr
- CNDB (Comité national pour le développement du bois)
- Bois.com
- www.bois-et-vous.fr forêt bois (Nord-Pas-de-Calais Picardie) (fr)

#### Autres données relatives à la filière bois
- Peupliers de France, Le site national du Peuplier (fr)
- ITTO, « Tracking Sustainability » (Traçabilité pour la soutenabilité)
- Boutin A (2023) Diagramme de Sankey de la filière forêt-bois en France métropolitaine (Doctoral dissertation, EVEA; Université Gustave Eiffel) |url=https://hal.science/hal-04443449/document.